# 姜昕言
姜昕言（1975年12月30日—），影视演员、制片人，毕业于中央戏剧学院。

## 影视作品

### 电影
- 《塬上的太阳》女一号 高云
- 《圈套》女主角
- 《铁血柔情》女主角 李倩

### 电视剧
- 《护士小姐》女一号
- 《七战七捷》女主角 小梅
- 《康熙遗妃五台山/龙飞凤舞剑无痕》女一号 陈梅姑
- 《守望家园》女一号 郑桂花
- 《天使行动/生死卧底》女一号 季姗姗
- 《庄稼院里的年轻人》女一号 陆二凤
- 《铁齿铜牙纪晓岚2》单元女一号 瑶琴
- 《智慧风暴》女主角 林萱
- 《浪子燕青》女主角 任雪衣
- 《小巷总理》女一号 汪诗萍
- 《湄澜传情/象冢》女一号 紫英
- 《神探狄仁杰2》女一号 狄如燕(苏显儿)
- 《福星临门》制片人

### 话剧
- 《我认识的鬼子兵》女一号

## 所获奖项
- 在中央试验话剧院演出话剧《我认识的鬼子兵》中，获文化部颁发的个人表演奖。
- 凭借《福星临门》荣获第二十四届金鹰奖；第二十七届飞天奖入围作品；荣获广电总局颁发的无偿捐赠西藏、新疆地区的“西新工程”奖。